# Großhart
Großhart ist eine ehemalige Gemeinde mit 659 Einwohnern (Stand: 1. Jänner 2023) im Gerichtsbezirk Fürstenfeld, Bezirk Hartberg-Fürstenfeld, Steiermark (Österreich).
Seit 2015 ist sie im Rahmen der steiermärkischen Gemeindestrukturreform mit den Gemeinden Hartl und Tiefenbach bei Kaindorf zusammengeschlossen, die neue Gemeinde führt den Namen „Hartl“.

## Geografie

### Geografische Lage
Großhart liegt im Süden des Bezirks Hartberg ca. 12 km südlich der Bezirkshauptstadt Hartberg und circa 40 km östlich der Landeshauptstadt Graz. Die Gemeinde befindet sich im oststeirischen Hügelland und liegt am Harter Teich. Sie wird vom Harter Bach und vom Mühlbach entwässert, die bei Hainersdorf in die Feistritz fließen.

### Gliederung
Die Gemeinde Großhart bestand aus zwei Katastralgemeinden (Fläche Stand 31. Dezember 2023):
- Hart (759,11 ha)
- Neusiedl (305,61 ha)

bzw. aus den Ortschaften (Einwohner Stand 1. Jänner 2024):
- Großhart (509 Ew.)
  - mit Auffen, Auffenberg, Harras und Linzbüchl
- Neusiedl (141 Ew.)

Am 20. November 2011 stimmten die Wahlberechtigten der Gemeinden Dienersdorf, Ebersdorf, Großhart, Hartl, Hofkirchen bei Hartberg, Kaindorf und Tiefenbach bei Kaindorf darüber ab, ob diese sieben Gemeinden zu einer Großgemeinde zusammengelegt werden sollen. Bei einer Wahlbeteiligung von insgesamt 65,66 % wurden 3351 gültige Stimmen gezählt. Von diesen sprachen sich lediglich 436 Wähler (13 %) für eine Zusammenlegung der Gemeinden aus, während 2915 Wähler (87 %) gegen eine Fusion stimmten. Damit wurde den Plänen der Steiermärkischen Landesregierung eine deutliche Absage erteilt.

### Bevölkerungsentwicklung der ehemaligen Gemeinde
| Jahr      | 1869 | 1880 | 1890 | 1900 | 1910 | 1923 | 1934 | 1939 |
| --------- | ---- | ---- | ---- | ---- | ---- | ---- | ---- | ---- |
| Einwohner | 622  | 650  | 698  | 663  | 676  | 633  | 668  | 617  |
| Jahr      | 1951 | 1961 | 1971 | 1981 | 1991 | 2001 | 2013 |      |
| Einwohner | 532  | 535  | 565  | 558  | 602  | 652  | 635  |      |

Quelle: Statistik Austria

## Politik

### Gemeinderat
Die letzten Gemeinderatswahlen brachten 2010 die folgenden Ergebnisse:

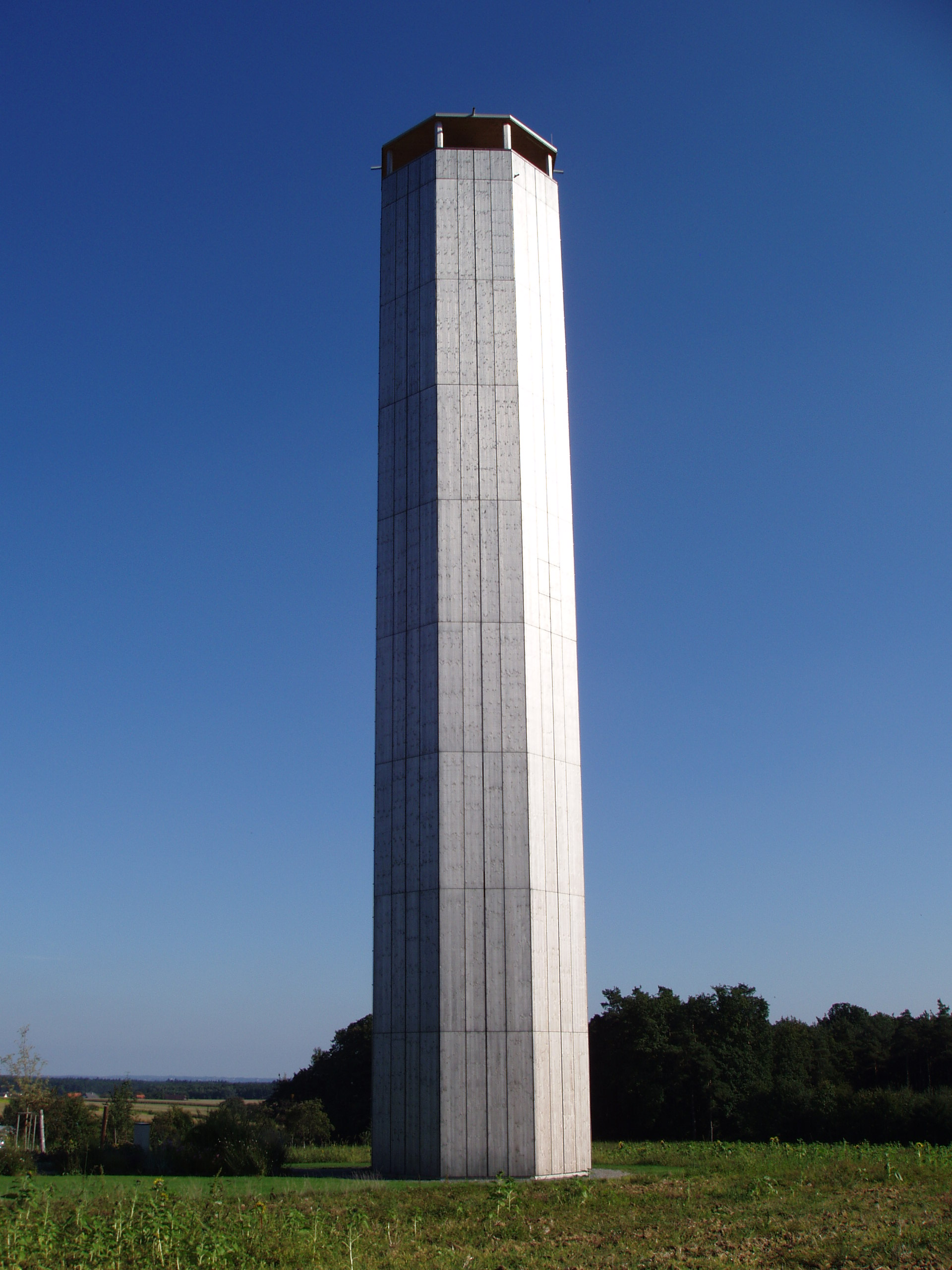
Kneipp-Bewegungsturm in Auffen

| Partei          | 2010             | 2010             | 2010             | 2005             | 2005             | 2005             | 2000 | 2000 | 2000 | 1995 | 1995 | 1995 | 1990 | 1990 | 1990 |
| Partei          | Stimmen          | %                | Mandate          | St.              | %                | M.               | St.  | %    | M.   | St.  | %    | M.   | St.  | %    | M.   |
| --------------- | ---------------- | ---------------- | ---------------- | ---------------- | ---------------- | ---------------- | ---- | ---- | ---- | ---- | ---- | ---- | ---- | ---- | ---- |
| ÖVP             | 349              | 81               | 8                | 372              | 80               | 8                | 337  | 079  | 8    | 303  | 74   | 7    | 317  | 77   | 7    |
| SPÖ             | 082              | 19               | 1                | 091              | 20               | 1                | 047  | 11   | 1    | 058  | 14   | 1    | 052  | 13   | 1    |
| FPÖ             | nicht kandidiert | nicht kandidiert | nicht kandidiert | nicht kandidiert | nicht kandidiert | nicht kandidiert | 041  | 10   | 0    | 051  | 12   | 1    | 044  | 11   | 1    |
| Wahlbeteiligung |                  |                  |                  | 89 %             | 89 %             | 89 %             | 91 % | 91 % | 91 % | 92 % | 92 % | 92 % | 96 % | 96 % | 96 % |

### Wappen
Blasonierung (Wappenbeschreibung):
„In Rot ein silberner Reiher mit einem silbernen Fisch im Schnabel, unterlegt von einem schräglinken silbernen Schwert.“
Die Verleihung des Gemeindewappens erfolgte mit Wirkung vom 1. Juli 1986.

## Wirtschaft und Infrastruktur

### Verkehr
Großhart liegt an der Landesstraße von Bad Waltersdorf nach Pischelsdorf in der Steiermark. Die Süd Autobahn A 2 von Wien nach Graz ist in etwa fünf Kilometer über die Anschlussstelle Sebersdorf/Bad Waltersdorf (exit 126) zu erreichen. Die Wechsel Straße B 54 von Hartberg nach Gleisdorf kann in Pischelsdorf in etwa zwölf Kilometer erreicht werden.
Großhart hat keinen Eisenbahnanschluss. Der nächstgelegene Bahnhof befindet sich in etwa sechs Kilometer Entfernung in Bad Waltersdorf und bietet Zugang zur Thermenbahn mit zweistündlichen Regionalzug-Verbindungen nach Wien und Hartberg bzw. Fehring.

## Kultur und Sehenswürdigkeiten

### Bauwerke
Kneipp-Bewegungsturm, 33 Meter hoher, achteckiger Aussichtsturm im Ortsteil Auffen

### Parks

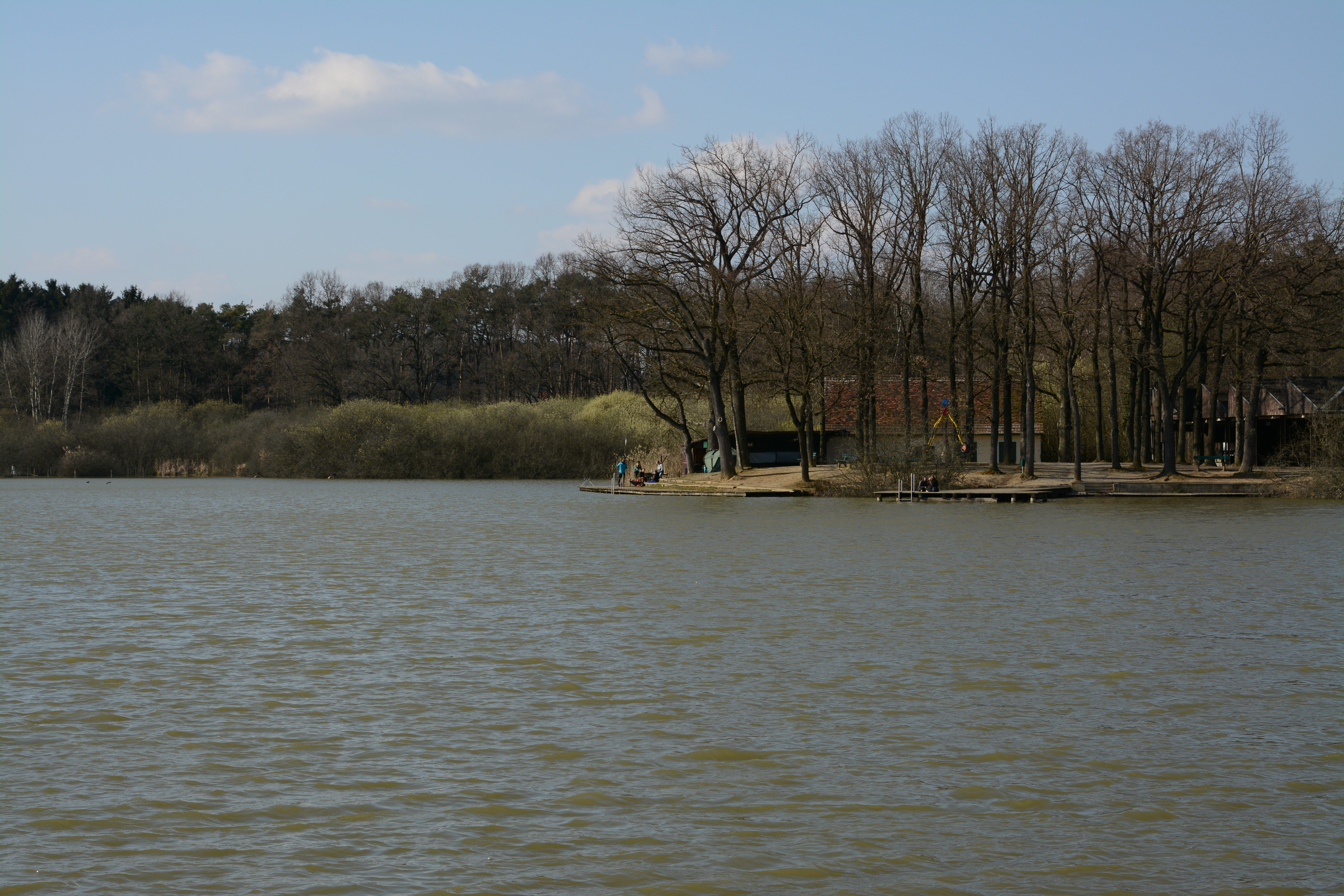
Harter Teich

Der Harter Teich hat eine Fläche von 13 ha und verfügt für seine Größe über einen reichhaltigen Fischbestand, u. a. Karpfen, Welse, Hechte und Zander. Der Teich ist deshalb unter Anglern sehr beliebt.